# 今口香
今口香調理食品股份有限公司（簡稱：金品），位於台灣中部，為一冷凍調理食品製造廠。以「中央大廚房」名號供應各大早餐連鎖、超商、大賣場、休閒餐飲場所等通路，包含中式餅皮、炒飯、西式義大利麵、披薩、燉飯、港式點心...等。早年創辦人吳淵泉因開發出台灣首台蛋餅皮自動化生產線，一天最高產能多達二十二萬片，而享有「餅皮大王」之名聲。

## 歷史
- 1989年，吳淵泉創立
- 1995年，成為最大早餐原物料供應商
- 1996年，進入零售市場
- 2002年，成立急食鮮暢貨中心
- 2005年，搬遷至現址，取得HACCP
- 2006年，進入CVS超商連鎖體系市場
- 2009年，擴增第二場
- 2015年，取得FSSC22000

## 主要暢銷產品
- 義大利麵
- 蔥抓餅
- 胡麻子燒餅
- 披薩

## 外部連結
- 金品調理食品（页面存档备份，存于）
- 金品調理食品有限公司的Facebook專頁